# 恐山温泉
座標: 北緯41度19分38.42秒 東経141度5分27.84秒 / 北緯41.3273389度 東経141.0910667度
恐山温泉（おそれざんおんせん）は、青森県むつ市大字田名部字宇曽利山（旧国陸奥国）の恐山にある温泉。明治〜昭和初期に存在した恐山鉱山（硫黄鉱山）の掘削時に噴出したものである。

## 泉質
- 含鉄・硫黄-ナトリウム-塩化物泉
- 源泉74.4°C[1]

## 湯小屋
「古滝（こたき）の湯（男性）」「冷抜（ひえ）の湯（女性）」「薬師（やくし）の湯（男女交代制）」「花染（はなぞめ）の湯（混浴）」の4つの湯小屋が存在する。恐山円通寺境内にある温泉であり、恐山への参拝料を除き無料で入浴可能であるが、従って例年11月から4月下旬の仮開山日を除く冬季閉山期間中は利用が出来ない。
宿坊には内風呂と露天風呂がある。全て源泉掛け流し。

## 歴史
恐山は活火山であり、恐山円通寺境内は有名な地熱・噴気地帯である。円通寺は862年（貞観4年）、慈覚大師円仁によって開山されたという。恐山温泉は明治〜昭和初期に存在した恐山鉱山（硫黄鉱山）の掘削時に噴出した。

## アクセス
- JR大湊線 下北駅より下北交通の路線バスで約40分。